# Knautia travnicensis
Knautia travnicensis är en tvåhjärtbladig växtart som först beskrevs av Günther von Mannagetta und Lërchenau Beck, och fick sitt nu gällande namn av Szabó. Knautia travnicensis ingår i släktet åkerväddar, och familjen Dipsacaceae. Inga underarter finns listade i Catalogue of Life.